# Municipio de Grove (Illinois)
El municipio de Grove (en inglés: Grove Township) es un municipio ubicado en el condado de Jasper en el estado estadounidense de Illinois. En el año 2010 tenía una población de 618 habitantes y una densidad poblacional de 4,83 personas por km².

## Geografía
El municipio de Grove se encuentra ubicado en las coordenadas 39°7′42″N 88°16′55″O / 39.12833, -88.28194. Según la Oficina del Censo de los Estados Unidos, el municipio tiene una superficie total de 127.84 km², de la cual 127,84 km² corresponden a tierra firme y (0 %) 0 km² es agua.

## Demografía
Según el censo de 2010, había 618 personas residiendo en el municipio de Grove. La densidad de población era de 4,83 hab./km². De los 618 habitantes, el municipio de Grove estaba compuesto por el 96,93 % blancos, el 0,32 % eran amerindios, el 0,81 % eran asiáticos, el 1,46 % eran de otras razas y el 0,49 % eran de una mezcla de razas. Del total de la población el 1,62 % eran hispanos o latinos de cualquier raza.